# Wünschen-Moos
Wünschen-Moos ist der nach Einwohnerzahl kleinste Ortsteil der Gemeinde Grebenhain im mittelhessischen Vogelsbergkreis.

## Geografie
Wünschen-Moos liegt im östlichen Vogelsberg in einer Höhe von 398 m ü. NN. Die Gemarkung von Zahmen hat eine Fläche von 123 ha. Von ihr sind heute noch 97 ha landwirtschaftlich genutzte Fläche, davon 66 ha Wiesen und 31 ha Ackerland. Die Waldflächen betragen 11 ha, die Ortslage und sonstige Flächen wie Wege, Gewässer und überörtliche Straßen 15 ha. Östlich des Ortes fließt der Moosbach.

## Ortsgeschichte
Die drei Ortsteile der kurzlebigen Gemeinde Steigertal (Wünschen-Moos, Zahmen, Heisters) weisen zahlreiche geschichtliche Gemeinsamkeiten auf. Der namensgebende Berg Steiger zwischen Zahmen und Heisters wird bereits in der Grenzbeschreibung der Pfarrei Crainfeld von 1011 als Grenzpunkt unter der Bezeichnung Steigira erwähnt. Obwohl in dieser Urkunde keine der drei Ortschaften namentlich genannt wird, ist davon auszugehen, dass diese zu diesem Zeitpunkt bereits existierten.

### Mittelalter
In einer undatierten Eintrag in einem Kopiar aus dem  19. Jahrhundert des Klosters Fulda findet sich der Ortsname „Windischen Mose“. Der Ortsname stammt aus dem 14. Jahrhundert. Zwei genau datierbare Belege fallen in das 16, Jahrhundert. 1538 findet sich in einer Akte der Name „Wynschemoiß“, 1582 auf einer Karte der Eintrag „Wunschemoos“.
Dem Ortsnamen liegt der Gewässernamen „Moosbach“ zugrunde, an dem Ober-, Nieder-, Wünschen-Moos liegen und an dem auch die Wüstung Kirch-Moos verortet wird. Der Moosbach ist der Ort, dessen Ufer versumpft sind. Das mhd. Wort „mos“ bedeutet Sumpf, Moor. Der Ortsname wird als Beleg für eine Ansiedlung von Wenden, einer slawischen Volksgruppe angesehen.
In einem Weistum über die Rechte der Riedesel im Gericht Schlechtenwegen von 1480 wird als Grenzpunkt des Gerichtes der Wynschenmoser walt erwähnt. Das Gericht Schlechtenwegen, zu dem neben Wünschen-Moos unter anderem auch Heisters und Zahmen gehörten, war bis 1338 Besitz der Herren von Blankenwald, einer Seitenlinie der Herren von Schlitz, und kam dann als Lehen der Fuldaer Äbte an die Herren von Eisenbach. Mit deren Aussterben im Mannesstamm fiel das Gericht 1428 an die Riedesel. 1680 wurde der Sitz des Gerichts von Schlechtenwegen nach Altenschlirf verlegt.
Während einer Fehde zwischen den Riedesel und der Abtei Fulda wurden im Jahr 1467 die riedeselischen Gerichte Moos und Schlechtenwegen, darunter auch das Dorf Wünschen-Moos, niedergebrannt. Die Rechte der fuldischen Propsteien Blankenau und Neuenberg im Gericht Schlechtenwegen, darunter auch in Wünschen-Moos, blieben bis 1525 bestehen.

### Neuzeit
Nach dem Deutschen Bauernkrieg nutzten die Riedesel jedoch die zwischenzeitliche Schwäche der Fürstabtei und entzogen ihr eigenmächtig die Lehensherrschaft und einen erheblichen Teil ihrer Besitzrechte. Im 16. Jahrhundert besaß das Kloster Neuenberg Zinseinkünfte in den Dörfern Steinfurt, Heistorff, Wünschen-Moos, Bannerod, Weidenau und Schlirf, welche der Fuldaer Fürstabt Johann III. von Henneberg-Schleusingen in mehreren Briefen an alle Riedesel zu Eisenbach anforderte. Das Kloster Neuenberg war während der Bauernkriege zerstört worden.
Während des Dreißigjährigen Krieges starben im Jahr 1629 in Wünschen-Moos 26 Menschen an der Pest, nachdem diese von den durchziehenden Söldnertruppen eingeschleppt worden war.

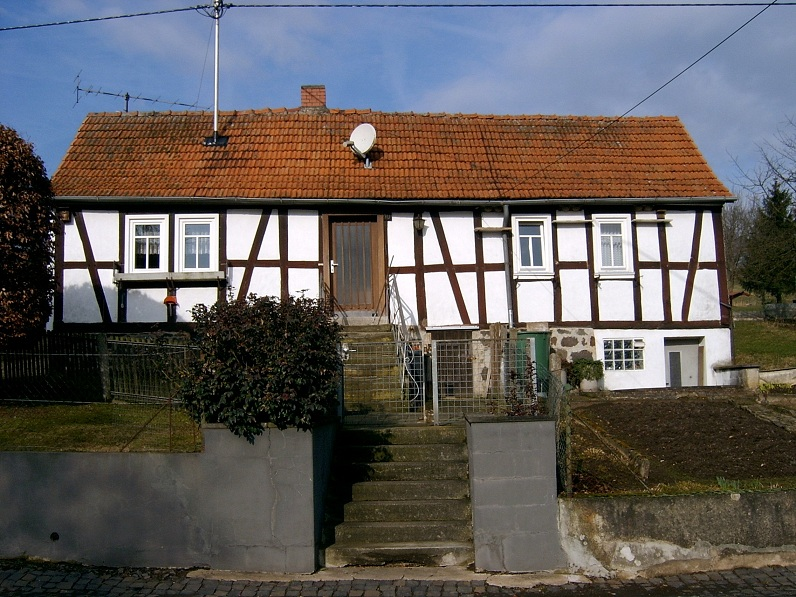
Das ehemalige Schulhaus von Wünschen-Moos

Die Kinder aus Wünschen-Moos besuchten zunächst die 1540 im Pfarrort Nieder-Moos eingerichtete Schule. Wegen seiner geringen Einwohnerzahl erhielt das Dorf erst im Jahr 1787 einen eigenen Schulmeister. Das noch heute erhaltene kleine Schulhaus mit einer nur 18 m² großen Schulstube wurde 1843 gebaut. Wegen der gesunkenen Kinderzahlen wurde die Wünschen-Mooser Schule bereits 1922 geschlossen. Von da an mussten die Kinder des Ortes im benachbarten Zahmen zur Schule gehen, bis auch die dortige Schule zugunsten der neuen Mittelpunktschule in Grebenhain im Jahr 1969 geschlossen wurde.
Infolge der Mediatisierung beim Ende des Heiligen Römischen Reiches Deutscher Nation im Jahr 1806 wurde der Ritterschaftsstaat der Freiherren Riedesel zu Eisenbach dem Großherzogtum Hessen einverleibt. Seit diesem Jahr ist Wünschen-Moos hessisch und wurde zunächst als Teil des Amtes Altenschlirf verwaltet. Nach dem Inkrafttreten der neuen hessischen Gemeindeordnung und Kreisordnung 1821 gehörte Wünschen-Moos zunächst zum Landratsbezirk Herbstein (ab 1825 Landratsbezirk Lauterbach). 1848 wurde das Dorf Teil des kurzlebigen Regierungsbezirks Alsfeld und kam nach dessen Auflösung 1852 zum Landkreis Lauterbach.
Die kleine Gemeinde hatte nie einen eigenen Bürgermeister, sondern bildete ab 1821 mit den benachbarten Gemeinden Heisters, Zahmen und Steinfurt eine gemeinsame Bürgermeisterei, aus der Steinfurt 1865 wieder ausschied.
In den beiden Weltkriegen hatte das kleine Dorf jeweils vier Gefallene und Vermisste zu beklagen.
1923 wurde Wünschen-Moos an das Stromnetz des Überlandwerks Oberhessen angeschlossen. Erst 1957–1958 erhielt der Ort als letzter der heutigen Großgemeinde Grebenhain eine zentrale Wasserversorgung. Bis dahin musste in Wünschen-Moos das Wasser weiterhin aus Brunnen geschöpft werden, während alle Nachbargemeinden bereits vor dem Ersten Weltkrieg eigene Wasserleitungen erhalten hatten. 1962 erfolgte ein Ausbau der Ortsdurchfahrt im Zusammenhang mit der Asphaltierung der Kreisstraße.

### Wünschen-Moos in der Großgemeinde Grebenhain
Noch in der Anfangsphase der Gebietsreform in Hessen beschlossen die Gemeinden Wünschen-Moos, Zahmen und Heisters, sich auf freiwilliger Basis und auf Grundlage der schon lange bestehenden Bindungen durch den Bürgermeistereiverband zu einer gemeinsamen Gemeinde zusammenzuschließen. Somit wurde am 1. Februar 1971 die Gemeinde Steigertal gegründet. Die Hoffnungen, auf diese Weise der Angliederung an eine der im Rahmen der Gebietsreform geplanten Großgemeinden zu entgehen, erfüllten sich jedoch nicht. Nach nur eineinhalb Jahren erfolgte am 1. August 1972 aufgrund eines Gesetzes die Eingemeindung der Gemeinde Steigertal in die Großgemeinde Grebenhain und zugleich die Eingliederung in den neugebildeten Vogelsbergkreis. Geblieben ist jedoch der gemeinsame Ortsbezirk der Ortsteile Heisters, Wünschen-Moos und Zahmen.
Von 1994 bis 1996 wurde eine Gemeinschaftskläranlage für die Ortsteile Heisters, Metzlos, Metzlos-Gehaag, Wünschenmoos und Zahmen erbaut. 1999 erfolgte die Aufnahme aller drei früheren Ortsteile von Steigertal in das hessische Dorferneuerungsprogramm, in dessen Rahmen auch Wünschen-Moos bis 2010 gefördert wurde. Im Rahmen der Dorferneuerung erfolgte 2005 der Abbruch des alten Backhauses mit einem anschließenden Neubau an gleicher Stelle, der 2009 eingeweiht werden konnte.

### Verwaltungsgeschichte im Überblick
Die folgende Liste zeigt die Staaten und Verwaltungseinheiten, denen Wünschen-Moos angehört(e):
- vor 1803: Heiliges Römisches Reich, Gericht Altenschlirf der Freiherren von Riedesel zu Eisenbach (Mannlehen des Fürstbistum Fulda)
- ab 1806: Großherzogtum Hessen,[Anm. 2] Fürstentum Ober-Hessen, Gericht Altenschlirf[13]
- ab 1815: Großherzogtum Hessen, Provinz Oberhessen, Amt Altenschlirf[14]
- ab 1821: Großherzogtum Hessen, Provinz Oberhessen, Landratsbezirk Herbstein[Anm. 3]
- ab 1825: Großherzogtum Hessen, Provinz Oberhessen, Landratsbezirk Lauterbach
- ab 1848: Großherzogtum Hessen, Regierungsbezirk Alsfeld
- ab 1852: Großherzogtum Hessen, Provinz Oberhessen, Kreis Lauterbach
- ab 1867: Norddeutscher Bund, Großherzogtum Hessen, Provinz Oberhessen, Kreis Lauterbach
- ab 1871: Deutsches Reich, Großherzogtum Hessen, Provinz Oberhessen, Kreis Lauterbach
- ab 1918: Deutsches Reich, Volksstaat Hessen, Provinz Oberhessen, Kreis Lauterbach
- ab 1938: Deutsches Reich, Volksstaat Hessen, Landkreis Lauterbach
- ab 1945: Deutsches Reich, Amerikanische Besatzungszone,[Anm. 4] Groß-Hessen, Regierungsbezirk Darmstadt, Landkreis Lauterbach
- ab 1946: Deutsches Reich, Amerikanische Besatzungszone, Hessen, Regierungsbezirk Darmstadt, Landkreis Lauterbach
- ab 1949: Bundesrepublik Deutschland, Hessen, Regierungsbezirk Darmstadt, Landkreis Lauterbach
- ab 1971: Bundesrepublik Deutschland, Hessen, Regierungsbezirk Darmstadt, Landkreis Lauterbach, Gemeinde Steigertal
- ab 1972: Bundesrepublik Deutschland, Hessen, Regierungsbezirk Darmstadt, Vogelsbergkreis, Gemeinde Grebenhain
- ab 1981: Bundesrepublik Deutschland, Hessen, Regierungsbezirk Gießen, Vogelsbergkreis, Gemeinde Grebenhain

### Recht

#### Materielles Recht
In Wünschen-Moos galten die Riedesel’schen Verordnungen aus dem 18. Jahrhundert als Partikularrecht. Das Gemeine Recht galt nur, soweit diese Verordnungen keine Bestimmungen enthielten. Dieses Sonderrecht behielt theoretisch seine Geltung auch während der Zugehörigkeit zum Großherzogtum Hessen im 19. Jahrhundert, in der gerichtlichen Praxis wurden aber nur noch einzelne Bestimmungen angewandt. Das Partikularrecht wurde zum 1. Januar 1900 von dem einheitlich im ganzen Deutschen Reich geltenden Bürgerlichen Gesetzbuch abgelöst.

#### Gerichtsverfassung seit 1803
In der Landgrafschaft Hessen-Darmstadt wurde mit Ausführungsverordnung vom 9. Dezember 1803 das Gerichtswesen neu organisiert. Für die Provinz Oberhessen wurde das Hofgericht Gießen als Gericht der zweiten Instanz eingerichtet. Die Rechtsprechung der ersten Instanz wurde durch die Ämter bzw. Standesherren vorgenommen und somit war für Wünschen-Moos ab 1806 das „Riedeselsche Patrimonialgericht Altenschlirf“ zuständig. Das Hofgericht war für normale bürgerliche Streitsachen Gericht der zweiten Instanz, für standesherrliche Familienrechtssachen und Kriminalfälle die erste Instanz. Übergeordnet war das Oberappellationsgericht Darmstadt.
Nach der Gründung des Großherzogtums Hessen 1806 wurden die Aufgaben der ersten Instanz 1821 im Rahmen der Trennung von Rechtsprechung und Verwaltung auf die neu geschaffenen Landgerichte übertragen. „Landgericht Altenschlirf“ war daher von 1821 bis 1853 die Bezeichnung für das erstinstanzliche Gericht in Altenschlierf, das für Wünschen-Moos zuständig war. 1853 erfolgte die Verlegung des Landgerichts nach Herbstein.
Anlässlich der Einführung des Gerichtsverfassungsgesetzes mit Wirkung vom 1. Oktober 1879, infolge derer die bisherigen großherzoglichen Landgerichte durch Amtsgerichte an gleicher Stelle ersetzt wurden, während die neu geschaffenen Landgerichte nun als Obergerichte fungierten, kam es zur Umbenennung in Amtsgericht Herbstein und Zuteilung zum Bezirk des Landgerichts Gießen. Ab 1943 wurde das Amtsgericht Herbstein nur noch als Zweigstelle des Amtsgerichts Lauterbach betrieben, bis es 1968 endgültig aufgelöst wurde und dem Amtsgerichtsbereich von Lauterbach zugewiesen wurde.

### Einwohnerentwicklung
- 1961: 52 evangelische (= 89,66 %), 3 katholische (= 5,17 %) Einwohner[1]

| Wünschen-Moos: Einwohnerzahlen von 1834 bis 2020 | Wünschen-Moos: Einwohnerzahlen von 1834 bis 2020 | Wünschen-Moos: Einwohnerzahlen von 1834 bis 2020 | Wünschen-Moos: Einwohnerzahlen von 1834 bis 2020 | Wünschen-Moos: Einwohnerzahlen von 1834 bis 2020 |
| --- | ------------------------------------------------ | ------------------------------------------------ | ------------------------------------------------ | ------------------------------------------------ |
| Jahr |                                                  |                                                  |                                                  | Einwohner                                        |
| 1834 | 1834                                             |                                                  | 68                                               | 68                                               |
| 1840 | 1840                                             |                                                  | 71                                               | 71                                               |
| 1846 | 1846                                             |                                                  | 64                                               | 64                                               |
| 1852 | 1852                                             |                                                  | 56                                               | 56                                               |
| 1858 | 1858                                             |                                                  | 57                                               | 57                                               |
| 1864 | 1864                                             |                                                  | 67                                               | 67                                               |
| 1871 | 1871                                             |                                                  | 64                                               | 64                                               |
| 1875 | 1875                                             |                                                  | 64                                               | 64                                               |
| 1885 | 1885                                             |                                                  | 55                                               | 55                                               |
| 1895 | 1895                                             |                                                  | 63                                               | 63                                               |
| 1905 | 1905                                             |                                                  | 53                                               | 53                                               |
| 1910 | 1910                                             |                                                  | 49                                               | 49                                               |
| 1925 | 1925                                             |                                                  | 56                                               | 56                                               |
| 1939 | 1939                                             |                                                  | 56                                               | 56                                               |
| 1946 | 1946                                             |                                                  | 84                                               | 84                                               |
| 1950 | 1950                                             |                                                  | 64                                               | 64                                               |
| 1956 | 1956                                             |                                                  | 62                                               | 62                                               |
| 1961 | 1961                                             |                                                  | 58                                               | 58                                               |
| 1967 | 1967                                             |                                                  | 56                                               | 56                                               |
| 1970 | 1970                                             |                                                  | 53                                               | 53                                               |
| 1980 | 1980                                             |                                                  | ?                                                | ?                                                |
| 1990 | 1990                                             |                                                  | ?                                                | ?                                                |
| 2000 | 2000                                             |                                                  | ?                                                | ?                                                |
| 2011 | 2011                                             |                                                  | 36                                               | 36                                               |
| 2015 | 2015                                             |                                                  | 37                                               | 37                                               |
| 2020 | 2020                                             |                                                  | 30                                               | 30                                               |
| Datenquelle: Historisches Gemeindeverzeichnis für Hessen: Die Bevölkerung der Gemeinden 1834 bis 1967. Wiesbaden: Hessisches Statistisches Landesamt, 1968. Weitere Quellen: ; Gemeinde Grebenhain: webarchiv; Zensus 2011 |                                                  |                                                  |                                                  |                                                  |

## Religion
Ursprünglich gehörte Wünschen-Moos zu dem 1011 gegründeten Kirchspiel Crainfeld. 1524 wurden die im Gebiet der Riedesel zu Eisenbach gelegenen Dörfer des Kirchspiels jedoch von der auf hessischem Gebiet stehenden Mutterkirche abgetrennt und zur eigenständigen Pfarrei Nieder-Moos erhoben. 1528 wurde die Reformation in dem neugegründeten Kirchspiel eingeführt. Bis 1945 blieb Wünschen-Moos rein evangelisch. Eine eigene Kirche besaß das kleine Dorf nie.

## Politik
Gemeinsamer Ortsvorsteher von Wünschen-Moos, Heisters und Zahmen ist Bernhard Simon (Stand 2021).

## Kultur und Sehenswürdigkeiten

### Vereine
Ein eigenes Vereinsleben hat sich in Wünschen-Moos, bedingt durch die geringe Größe des Ortes, nie entwickelt. Es bestehen enge Verbindungen zu den beiden anderen Ortsteilen der ehemaligen Gemeinde Steigertal, insbesondere nach Zahmen.

### Kulturdenkmäler
Siehe Liste der Kulturdenkmäler in Wünschen-Moos.

## Wirtschaft und Infrastruktur
Das ursprünglich landwirtschaftlich geprägte Dorf Wünschen-Moos ist heute nahezu ein reiner Arbeitspendler-Wohnort.
Durch Wünschen-Moos führt die Kreisstraße 250 von Nieder-Moos bis zur Grenze zum Landkreis Fulda, wo sie als Kreisstraße 97 nach Blankenau weiter verläuft.